# Flores (Indonesia)

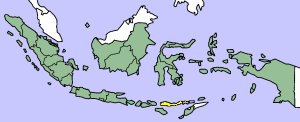
Mappa dell'Indonesia, con'isola di Flores evidenziata in giallo

Flores (in portoghese "fiori") è un'isola dell'Indonesia e fa parte delle Piccole Isole della Sonda. Ha una superficie di circa 14.300 km² e la popolazione stimata è pari a 1,5 milioni di abitanti; il centro abitato principale è Maumere.
Flores è situata ad est di Sumbawa e Komodo ed a ovest di Lembata e dell'arcipelago di Alor; a sud-est dell'isola sorge Timor, a sud c'è Sumba e a nord, oltre il Mar di Flores, c'è l'isola di Sulawesi.
L'isola è compresa amministrativamente nella provincia di Nusa Tenggara Orientale; è divisa in otto distretti governativi locali:
- Manggarai occidentale, (Labuan Bajo)
- Manggarai centrale, (Ruteng)
- Manggarai Orientale, (Borong)
- Ngada, (Bajawa)
- Nagekeo, (Mbay)
- Ende :  (Ende)
- Sikka : (Maumere)
- Flores Timur (Flores Orientale) : (Larantuka)

## Orografia e clima
Su Flores sono presenti vari vulcani attivi, come il Kelimutu, il monte Egon, l'Ilimuda.

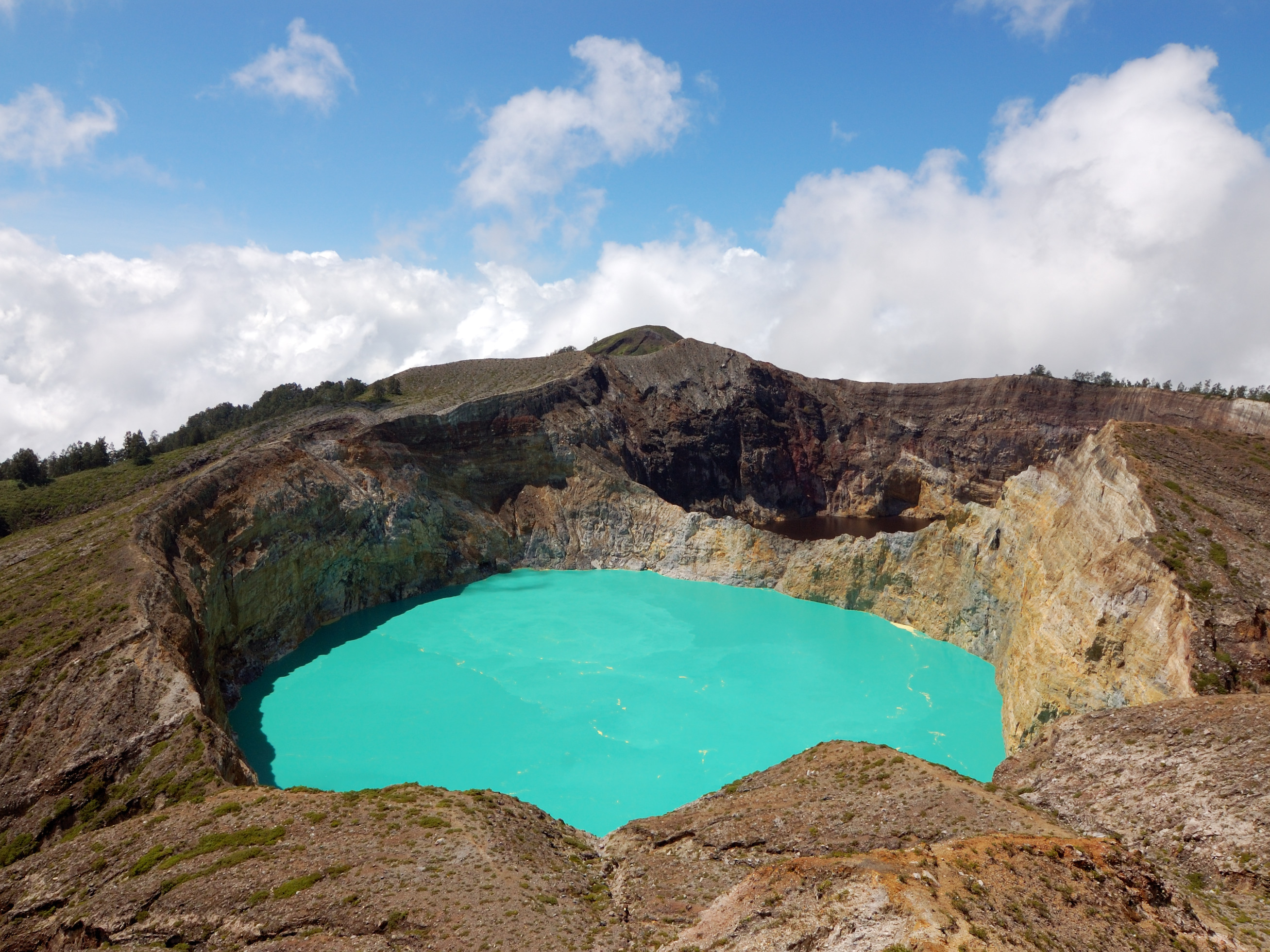
Il vulcano Kelimutu

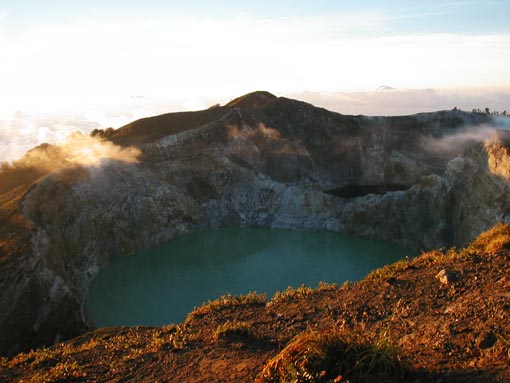

## Fauna e flora
Oltre a Komodo, Flores è l'unica altra zona dove possono essere avvistati varani di Komodo selvatici, in particolare nella zona orientale dell'isola; essa, inoltre, ospita l'endemico ratto gigante di Flores. Per non parlare delle bellissime barriere coralline che le sue coste dispongono, che includono bellissimi coralli, ed una varietà immensa di pesci, invertebrati ed altro. Sono disponibili numerose imbarcazioni turistiche per poter osservare meglio queste meravigliose architetture sottomarine.

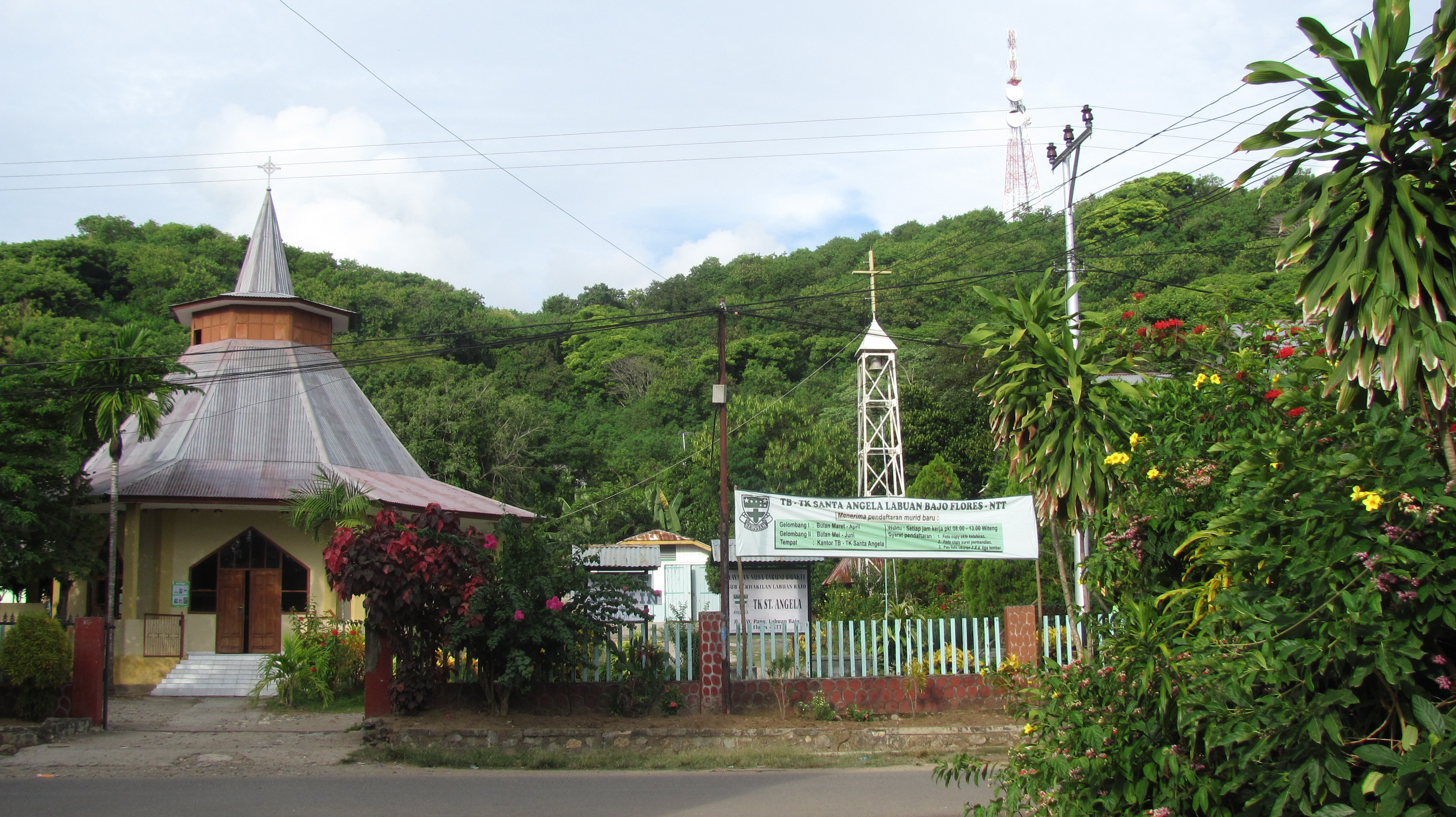
Chiesa di Santa Angela a Labuhan Bajo

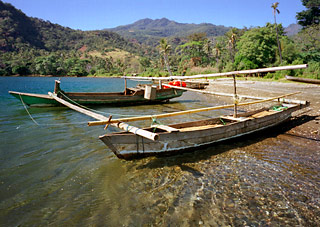
Barche su Flores

## Etnografia
Sull'isola si parlano almeno 6 lingue (da est a ovest; Ngadha, Nage, Keo, Ende, Lio e Palu'e), tutte appartenenti al ceppo austronesiano.
Nei distretti di Ngada ed Ende, si parla la catena di dialetti di Flores centrale; all'interno di quest'area, vi sono differenze linguistiche fra villaggio e villaggio. Le popolazioni locali considerano lingue a parte anche il So'a ed il Bajawa, che però gli antropologi hanno marcato come dialetti dello Ngadha.
I primi europei a mettere piede sull'isola furono i mercanti portoghesi durante il XVI secolo; essi ebbero contatti soprattutto con Larantuka e Sikka, nel linguaggio e nella cultura dei quali hanno lasciato una profonda impronta.

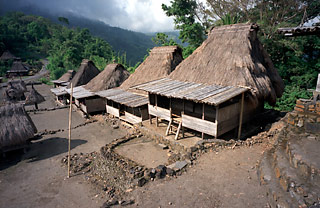
Villaggio di Bena

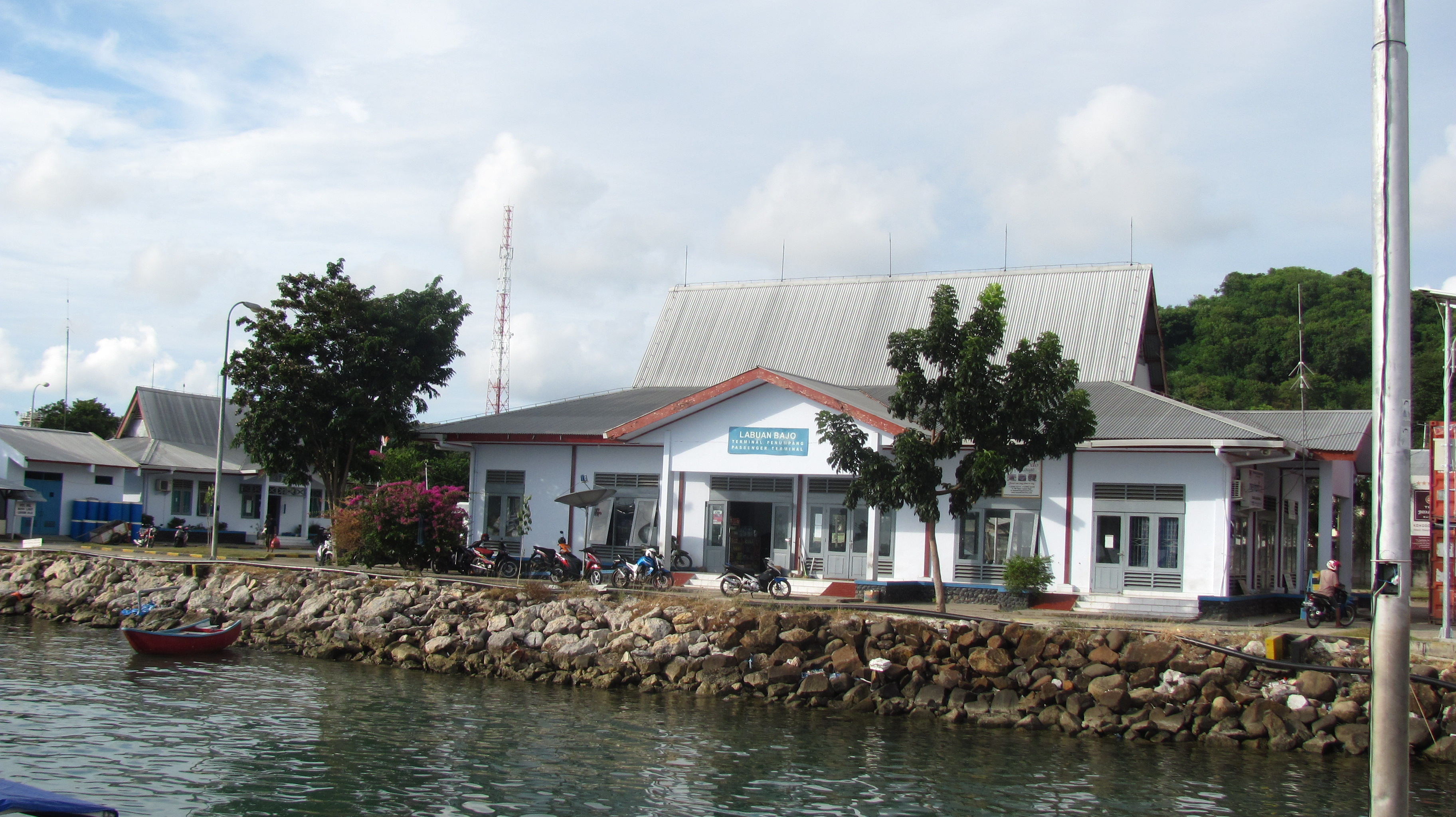
Harbour Labuhan Bajo

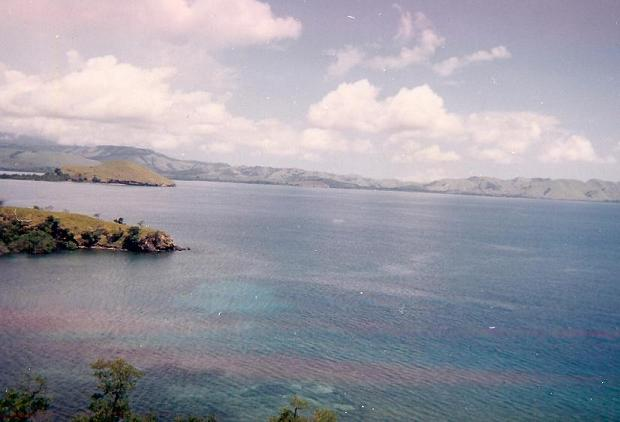
Spiaggia Magepanda, Flores

## Preistoria
Nel 2004 a Flores fu rinvenuto uno scheletro che venne chiamato Hobbit, infatti, venne considerato una nuova specie di uomo, Homo floresiensis, per via delle sue piccole dimensioni delle ossa che lo rendevano alto 1,06 metri e del cranio il cui volume era di 380 centimetri cubici, vissuta in epoca preistoria nell'isola e che si è estinta migliaia di anni fa. Un riesame effettuato dal prof. Robert B. Eckhardt ha rilevato che il volume del cranio era di 430 centimetri cubici conducendo l'Homo Floresiensis nella media degli uomini moderni affetti da sindrome di Down. La discussione al riguardo è comunque ancora vivace tra gli antropologi.

## Storia
L'isola di Flores venne colonizzata dai portoghesi a partire dal XVI secolo, ma inizialmente in modo secondario rispetto ad altre zone dell'arcipelago; quando però gli olandesi nel XVII si impadronirono della quasi totalità dell'arcipelago indo-malese, i portoghesi furono costretti ad andarsene prima da Malacca e poi da Makassar e perciò si rifugiarono nella zona di Larantuka, sulla parte orientale dell'isola di Flores, dove si mischiarono alla popolazione locale. Questa unione diede vita ad una popolazione detta in portoghese dei Larantuqueiros (abitanti di Larantuka), che gli olandesi soprannominarono anche Zwarte Portugeesen ("portoghesi neri"). I Larantuqueiros pur riconoscendo la sovranità formale del re del Portogallo costituirono sull'isola e per alcuni secoli, uno Stato praticamente indipendente, influenzando così pesantemente la lingua e la religione di Flores. Tra il 1854 e il 1859 il Portogallo vendette la sovranità su Flores all'Olanda mantenendo nella zona, solo la vicina colonia di Timor Est.

## Religione
Flores, a differenza di gran parte dell'Indonesia, è per la stragrande maggioranza di fede cattolica, e rappresenta il confine fra l'espansione del cattolicesimo nell'Oceano Pacifico e l'inizio della zona islamizzata dell'Asia.